# Vaixell frigorífic
El vaixell frigorífic és un vaixell especialitzat en el transport de càrregues refrigerades. Els seus cellers compten amb un equip de fred i aïllament tèrmic.
Actualment s'està canviant a contenidors adaptats per portar càrregues refrigerades o congelades en els contenidors "reefers", que són per aquest tipus de mercaderia, és el tipus de vaixell comercialment més apte, ja que pot portar tota mena de càrregues incloent l'esmentada. Generalment els productes refrigerats solen ser del ram alimentari, com els transportadors de sucs o també de la indústria pesquera.
| Tipus de Vaixell                             | Percentatge de la capacitat mundial | Percentatge de la capacitat mundial |
| -------------------------------------------- | ----------------------------------- | ----------------------------------- |
| Tipus de Vaixell                             | 1990                                | 2000                                |
| Congeladors                                  | 40%                                 | 23%                                 |
| Porta-contenidors refrigerats                | 3%                                  | 5%                                  |
| Transportadors de palets                     | 23%                                 | 61%                                 |
| Vaixells de càrrega                          | 33%                                 | 8%                                  |
| Altres (inclosos els transportadors de sucs) | 1%                                  | 3%                                  |
| Nombre total de vaixells                     | 1237                                | 1178                                |

## Galeria

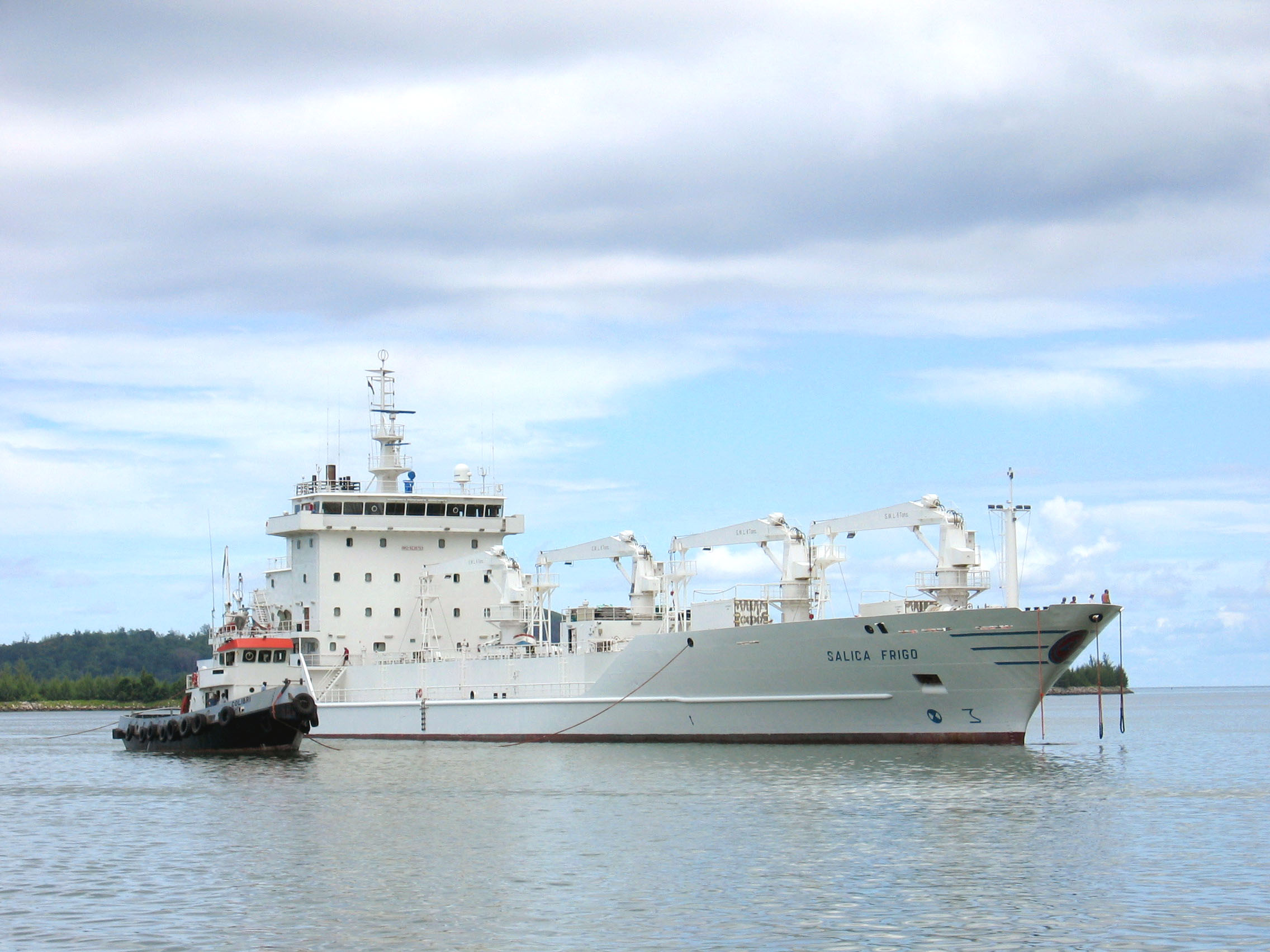
Vaixell frigorífic
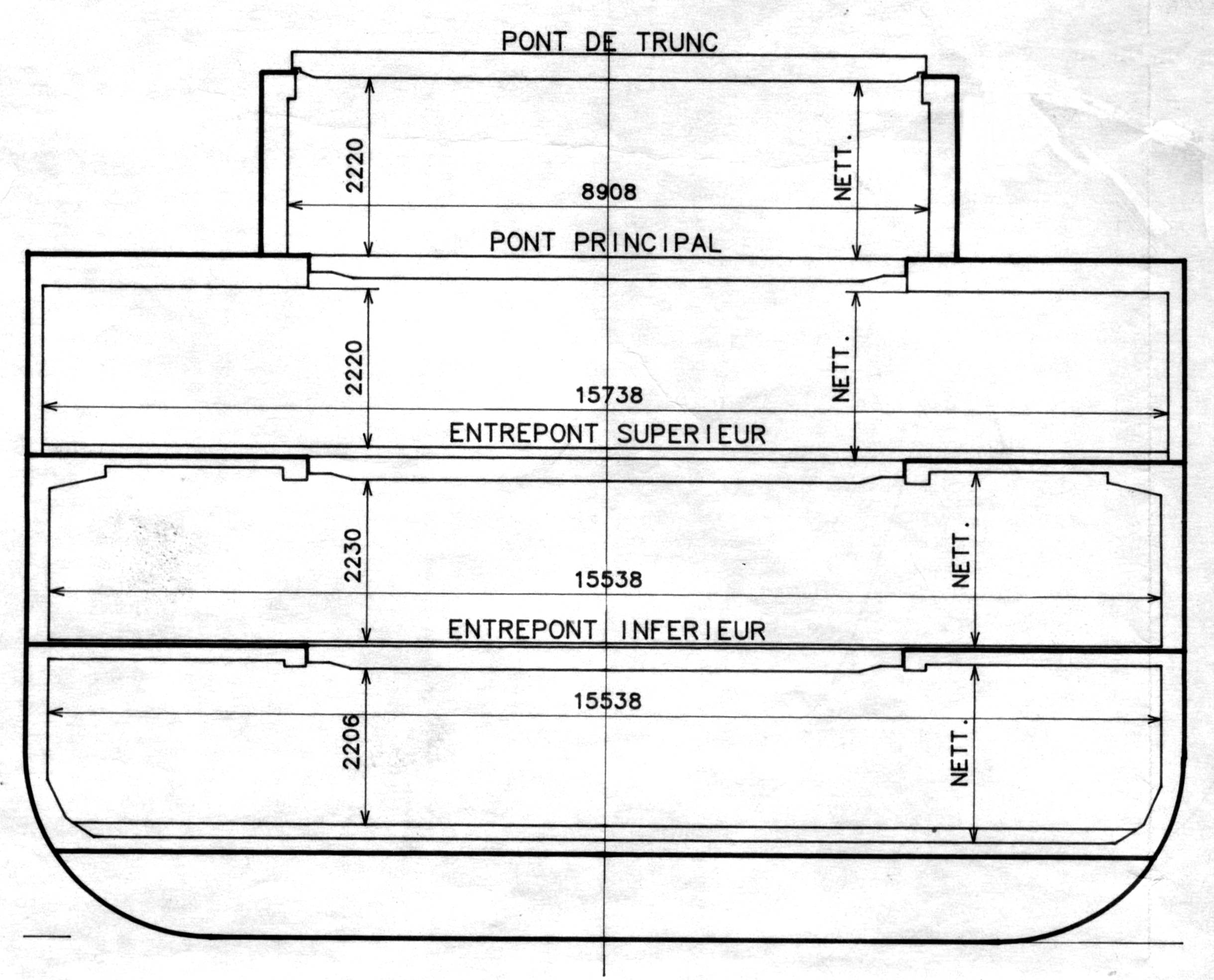
Secció transversal
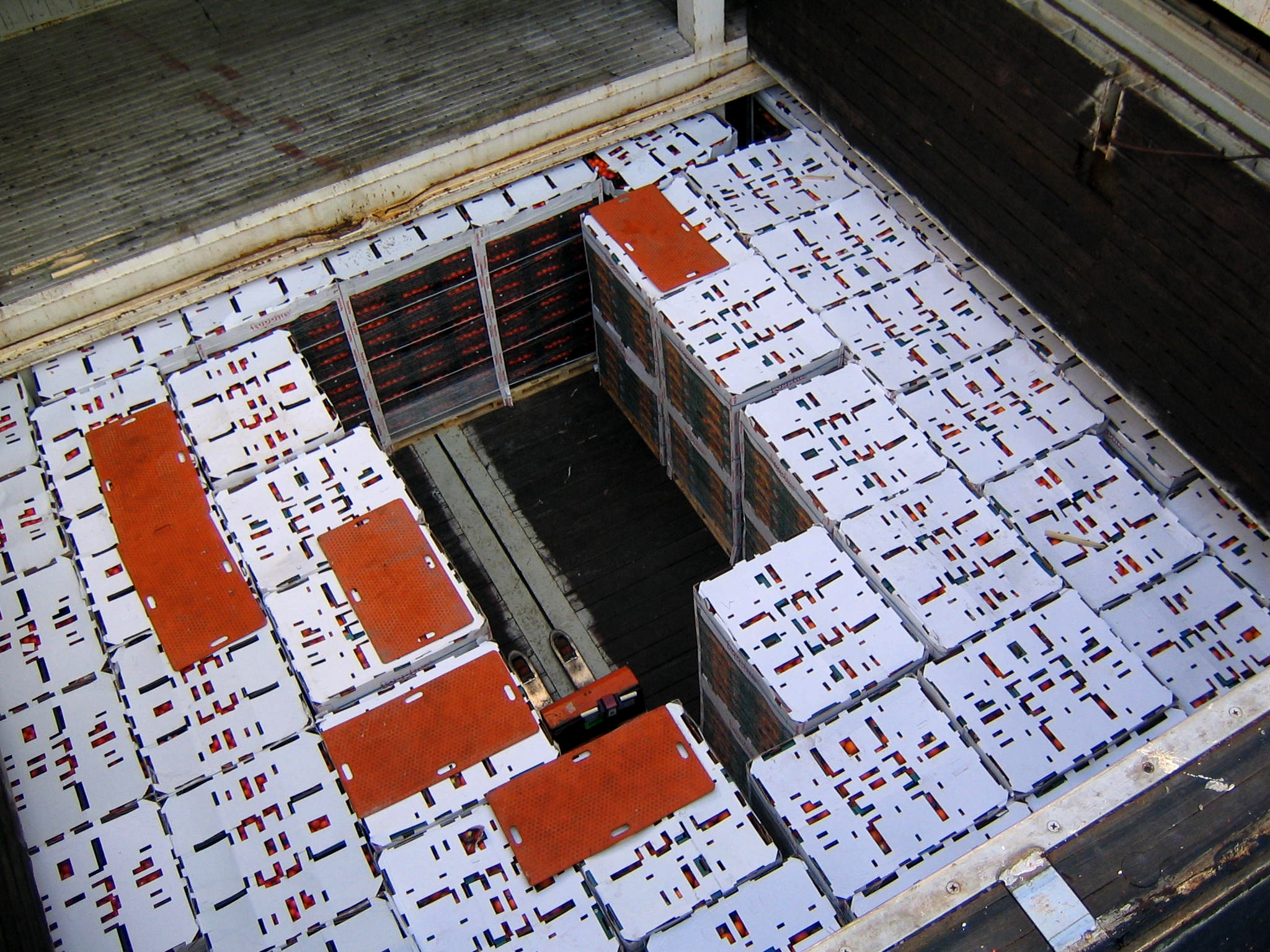
Vista de l'interior de la bodega